# Zarauzko Kirol Elkartea
El Zarauzko Kirol Elkartea (abreujat Zarautz KE), antigament Club Deportivo Zarauz, és un club esportiu de la ciutat basca de Zarauz, a Guipúscoa. Fundat el 1944, els seus principals equips masculins són l'Amenabar Zarautz KE d'handbol que juga a Divisió d'Honor Plata, el Babyauto Zarautz RT de rugbi que competeix a Divisió d'Honor B, el futbol que juga a Divisió d'Honor Regional de Guipúscoa i el Ulacia Zarautz KE de bàsquet que milita a la Lliga EBA. Entre les seccions femenines destaquen l'Aiala Zarautz KE d'handbol que milita a la categoria de plata estatal i l'equip de futbol que juga a la segona divisió estatal.
El 2012 el club comptava amb més de 2.000 socis i 1.300 esportistes federats, sent el municipi guipuscoà amb més federats en proporció als seus 22.650 habitants.
A més de les esmentades seccions, també compta amb equips d'escacs, atletisme, futbol sala, halterofília, herri kirolak, natació, esquaix i pilota basca.

## Història
El club va ser fundat el 1944 amb el nom de Club Deportivo Zarauz. Actualment el seu nom oficial és Zarautz Kirol Elkartea, que significa en euskera Club Esportiu Zarautz.
La seva secció de futbol ha jugat tradicionalment a les categories regionals guipuscoanes, encara que ha disputat en cinc ocasions la Tercera Divisió d'Espanya. La primera va ser a la temporada 1990, quan va estar un any en aquesta categoria, descendint de nou en finalitzar la temporada en 19è lloc. La temporada 2006-07 es va proclamar campió de la Regional Preferent de Guipúscoa, obtenint automàticament l'ascens a la Tercera Divisió espanyola, on va quedar en 16è lloc obtenint la permanència. La temporada 2008-2009, va baixar finalitzant en 17è posició ja que va baixar la Reial Societat B de la categoria anterior. La temporada 2009-2010 va ascendir en finalitzar com a campió de Preferent i després de jugar dues temporades va baixar en la temporada 2011-2012 després de finalitzar últim al Grup IV de la Tercera Divisió.

## Estadis
Les seccions de futbol i rugbi juguen a les instal·lacions esportives municipals d'Asti o Asti Kirol Instalakuntzak.
La secció d'handbol juga al poliesportiu municipal Aritzbatalde o Aritzbatalde Udal Kiroldegia, on també es troben les instal·lacions per a les seccions de bàsquet, halterofília, pilota basca i natació. Les seccions de futbol sala i alguns equips de bàsquet juguen al poliesportiu Antonià o Antoniano Kiroldegia. Aquest últim poliesportiu és compartit amb l'altre club de Zarautz, l'Antoniano Kirol Elkartea .

## Uniformes
- Uniforme titular de futbol : Samarreta i mitjanes blanques, pantalons negre.
- Uniforme titular d'handbol : Samarreta i mitjanes blanques, pantalons negre.
- Uniforme titular de rugbi : Samarreta, mitges i pantalons negres.

## Dades del club de futbol
- Temporades a 1a : 0.
- Temporades a 2a : 0.
- Temporades a 2a B : 0.
- Temporades a 3a : 5.
- Millor lloc a la lliga : 16è (3a, temporada 2007-08.